# Ел-Кампельйо
Ел-Кампельйо, Кампельйо (валенс. El Campello (офіційна назва), ісп. Campello) — муніципалітет в Іспанії, у складі автономної спільноти Валенсія, у провінції Аліканте. Населення — 26 941 особа (2010).

## Географія
Муніципалітет розташований на відстані близько 360 км на південний схід від Мадрида, 10 км на північний схід від Аліканте.
На території муніципалітету розташовані такі населені пункти: (дані про населення за 2010 рік)
- Бальєстера: 250 осіб
- Ел-Кампельйо: 17766 осіб
- Ковета-Фума: 1007 осіб
- Плая-Мучавіста: 6974 особи
- Кала-д'Ор: 515 осіб
- Ла-Мерсед: 244 особи
- Вента-Лануса: 185 осіб

## Демографія
Динаміка населення (INE ):

## Галерея зображень

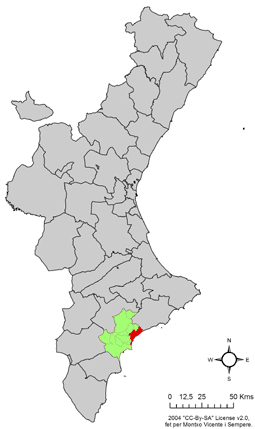
Розташування муніципалітету Ел-Кампельйо у автономній спільноті Валенсія
Розташування муніципалітету Ел-Кампельйо у комарці Кампо-де-Аліканте
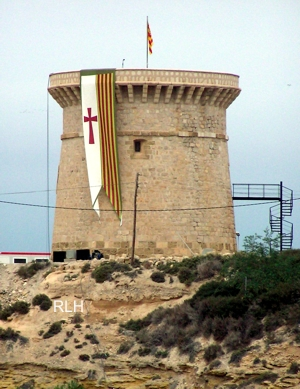
Сторожова вежа, XVI століття
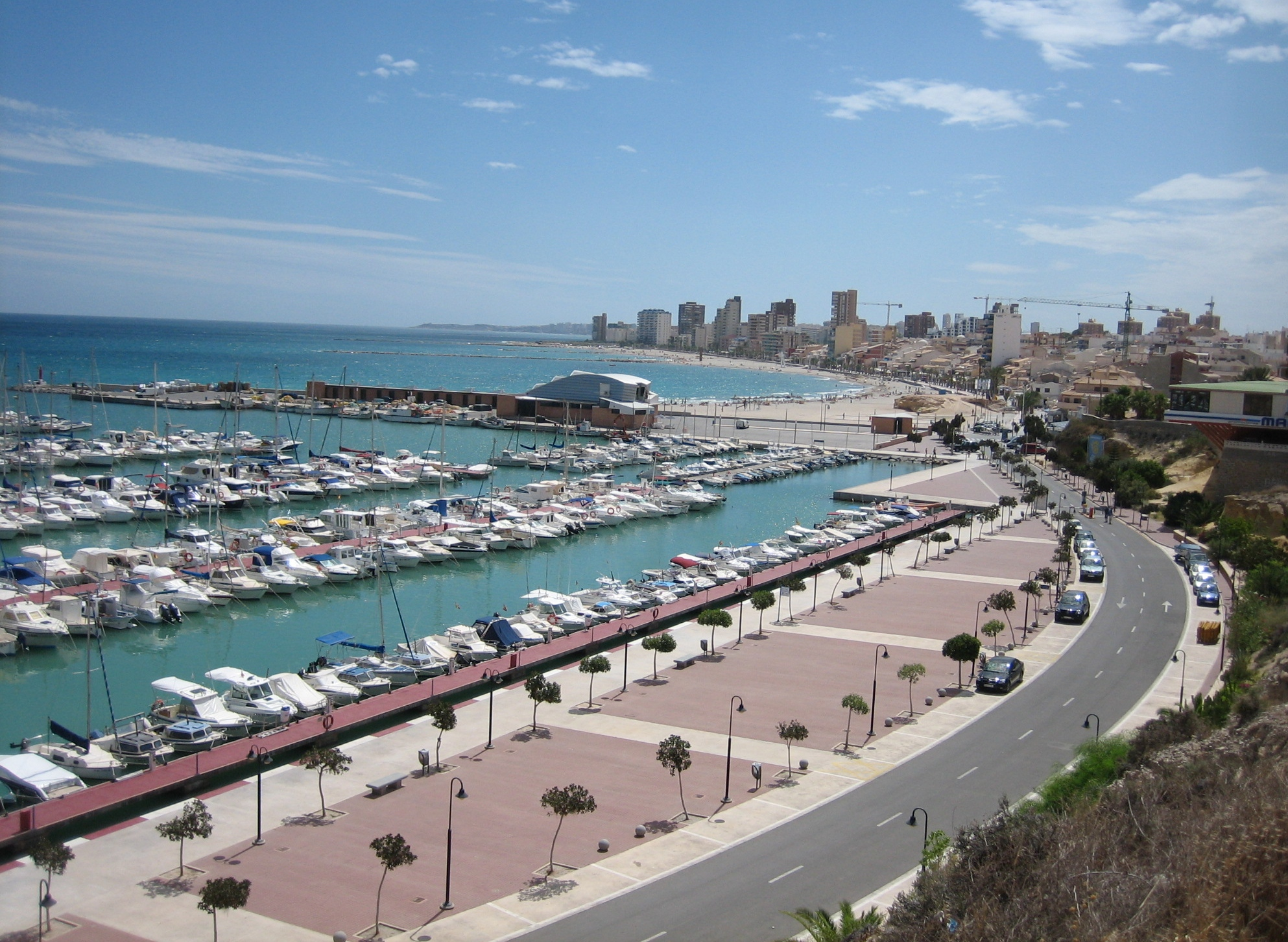
Порт міста Ел-Кампельйо
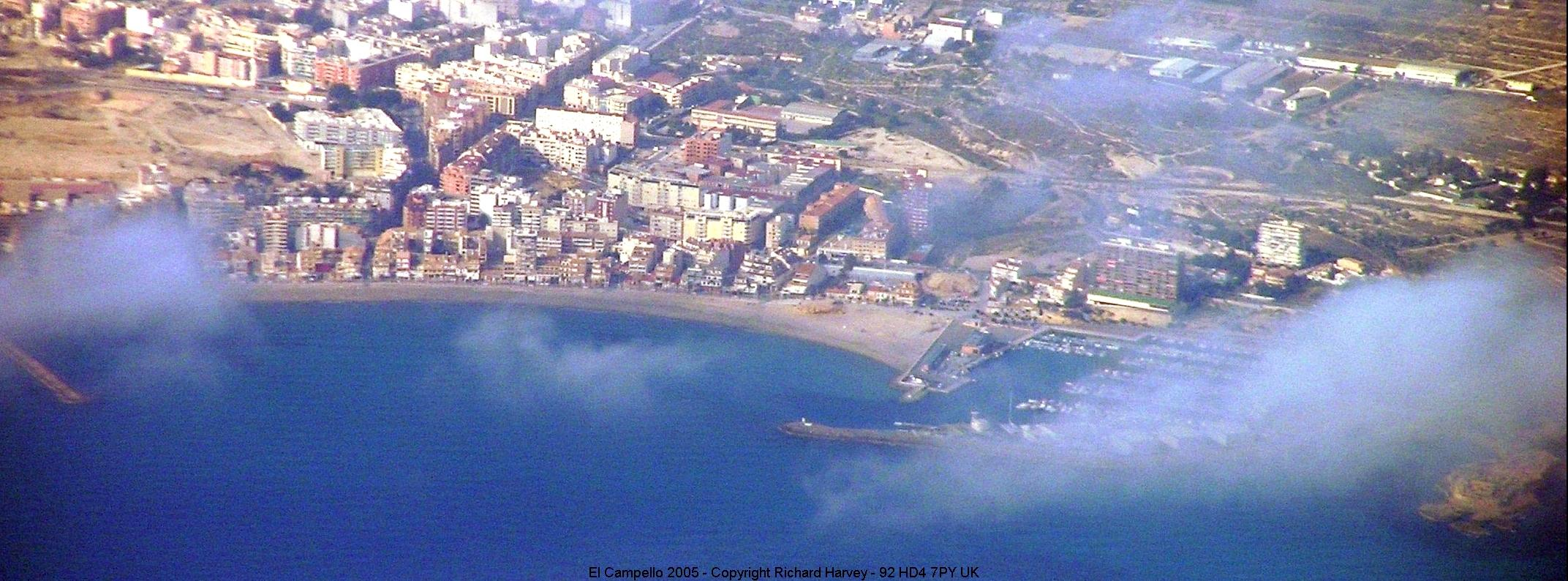
Ел-Кампельйо згори
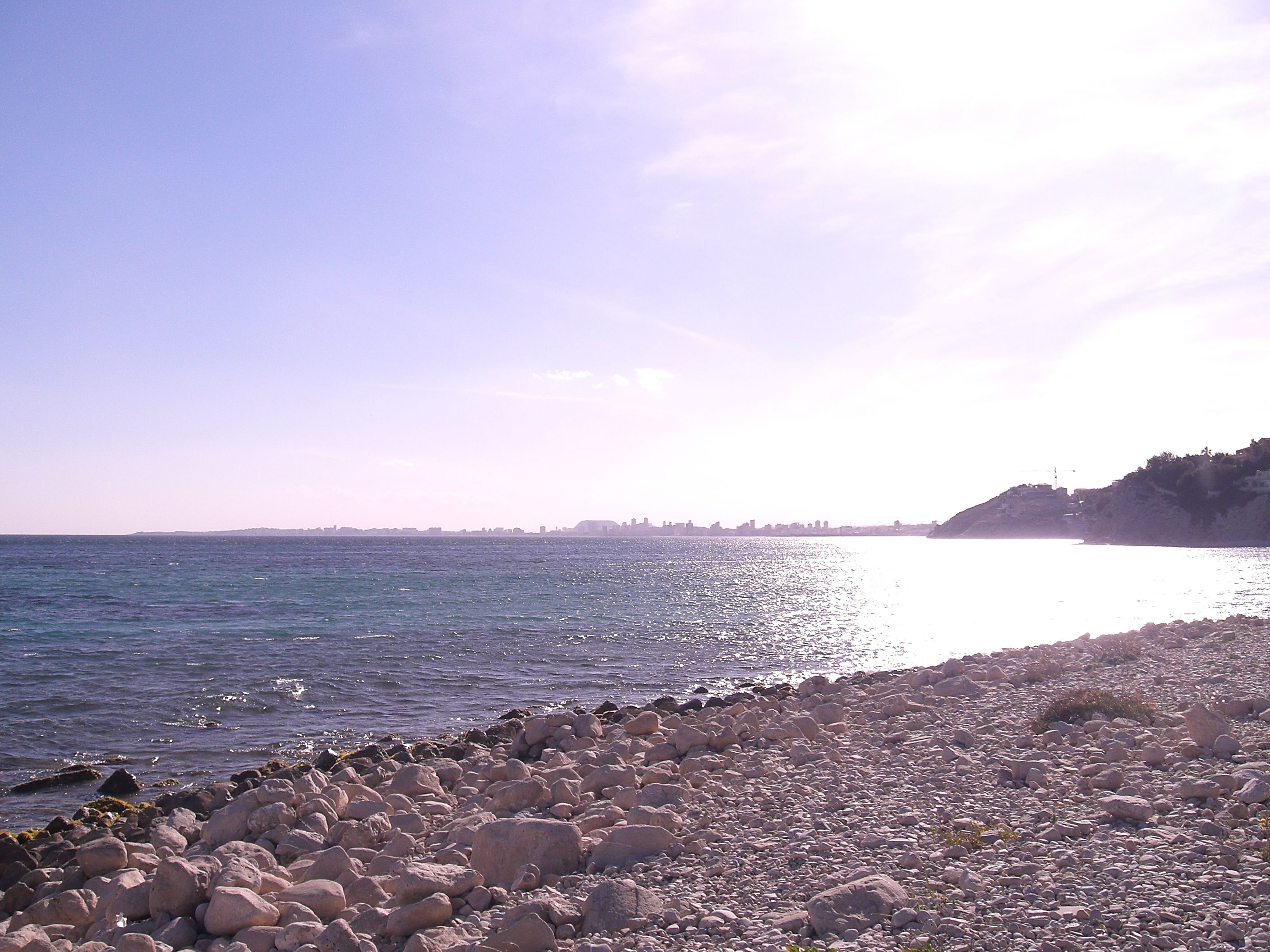
Затока Аліканте